# Wspólnota administracyjna Allendorf (Eder)-Bromskirchen
Wspólnota administracyjna Allendorf (Eder)-Bromskirchen (niem. Verwaltungsgemeinschaft Allendorf (Eder)-Bromskirchen) – dawna wspólnota administracyjna w Niemczech, w kraju związkowym Hesja, w rejencji Kassel, w powiecie Waldeck-Frankenberg. Siedziba wspólnoty znajdowała się w miejscowości Allendorf (Eder). Powstała 1 stycznia 2015.
Wspólnota administracyjna zrzeszała dwie gminy wiejskie: 
- Allendorf (Eder)
- Bromskirchen

1 stycznia 2023 gminę Bromskirchen przyłączono do gminy Allendorf (Eder) i tym samym wspólnota została zlikwidowana.